# Hang On to Your Love
A Hang On to Your Love című dal az ausztrál Jason Donovan Between the Lines című 2. stúdióalbumának második kimásolt kislemeze. A dal mérsékelt siker volt, így előkelő helyezést csupán a Belga kislemezlistán sikerült elérnie, ahol a 12. helyet érte el. 

## Megjelenések
12"  Svédország PWL Records – PWLT 51
- A	Hang On To Your Love	6:47
- B1	Hang On To Your Love (Instrumental) 3:48
- B2	You Can Depend On Me	3:32

## Slágerlista
| Slágerlista (1990)                               | Legjobb helyezések |
| ------------------------------------------------ | ------------------ |
| Németország (Official German Charts)             | 51                 |
| Belgium (Ultratop 50 Flanders)                   | 26                 |
| Hollandia (Dutch Top 100)                        | 12                 |
| Írország (IRMA)                                  | 3                  |
| Egyesült Királyság (The Official Charts Company) | 8                  |

## Minősítések
| Ország             | Minősítések | Hivatalos eladások |
| ------------------ | ----------- | ------------------ |
| Egyesült Királyság |             | 127.200            |